# ألين ماي
ألين ماي (بالإنجليزية: Allen May)‏ هو مهندس أمريكي، ولد في 30 أكتوبر 1969.